# Toechorychus albimaculatus
Toechorychus albimaculatus är en stekelart som först beskrevs av Taschenberg 1876.  Toechorychus albimaculatus ingår i släktet Toechorychus och familjen brokparasitsteklar. Inga underarter finns listade i Catalogue of Life.